# 정현석 (배우)
정현석(1976년 10월 23일~)는 대한민국의 배우이다.

## 학력
- 춘천고등학교
- 성균관대학교 법학 중퇴

## 연기 활동

### 영화
- 2019년 《생일》 - 면접관2 역
- 2018년 《상류사회》 - 기자 역

### 드라마
- 2010년 KBS2 《KBS 드라마 스페셜 - 달팽이 고시원》 - 순경 역
- 2010년~2011년 SBS 《괜찮아, 아빠딸》 - 의료기기 가게 사장 역
- 2011년 SBS 《49일》 - 커피숍 주인 역
- 2011년 MBC 《내 마음이 들리니》 - 강사 역
- 2011년 SBS 《내게 거짓말을 해봐》 - 정최고 변호사 역
- 2011년 SBS 《시티헌터》 - 기자 역
- 2011년 tvN 《로맨스가 필요해》 - 가전제품 매장직원 역
- 2011년 MBC 《넌 내게 반했어》 - 회의 관계자 역
- 2011년~2012년 MBC 《애정만만세》 - 안과의사 역
- 2011년 SBS 《여인의 향기》 - 완도군청 직원 역
- 2011년~2012년 KBS2 《오작교 형제들》 - 사업설명회 진행자 역
- 2012년 SBS 《부탁해요 캡틴》 - 윙스에어 직원 역
- 2012년 MBC 《신들의 만찬》 - 호텔 직원 역
- 2012년 tvN 《노란복수초》- 신승우(신기자) 기자 역
- 2012년 tvN 《인현왕후의 남자》 - 드라마 배역들 사진 찍는 남자 역
- 2012년 KBS1 《별도 달도 따줄께》
- 2012년 KBS2 《각시탈》 - 집배원 역
- 2012년 SBS 《유령》 - 기자 역
- 2012년 MBC 《골든 타임》 - 의사 역
- 2012년 tvN 《응답하라 1997》 - 성시원의 방송 선배 역
- 2012년~2013년 MBC 《보고싶다》 - 형사 역
- 2013년 MBC 《백년의 유산》 - 주민센터 직원 역
- 2013년 SBS 《사건번호 113》 - 국과수 영상팀 직원 역
- 2013년 MBC 《여왕의 교실》 - 서현 부
- 2013년 JTBC 《그녀의 신화》 - 기자 역
- 2013년 KBS2 《비밀》 - 응급실 의사 역
- 2013년~2014년 SBS 《잘 키운 딸 하나》
- 2013년~2014년 SBS 《별에서 온 그대》 - 기자 역
- 2014년 MBC 《앙큼한 돌싱녀》 - 인터뷰 하는 기자 역
- 2014년 JTBC 《12년만의 재회: 달래 된, 장국》 - 119구조대원 역
- 2014년 MBC 《왔다! 장보리》 - 지하철 역무원 역
- 2014년 SBS 《엔젤 아이즈》 - 변호사 역
- 2014년 SBS 《닥터 이방인》 - 기자 역
- 2014년 SBS 《너희들은 포위됐다》 - 의사 역
- 2014년 KBS2 《트로트의 연인》 - 음악프로그램 PD 역
- 2014년 MBC 《운명처럼 널 사랑해》 - 호텔 직원 역
- 2014년 TV조선 《최고의 결혼》
- 2014년~2015년 MBC 《전설의 마녀》 - 의사 역
- 2014년 KBS2 단막극 《KBS 드라마 스페셜 - 액자가 된 소녀》 - 신부 역
- 2014년~2015년 SBS 《피노키오》 - 국과수 부검의 역
- 2014년~2015년 OCN 《닥터 프로스트》 - 역무원 역
- 2015년 SBS 《냄새를 보는 소녀》
- 2015년 KBS2 《후아유 - 학교 2015》 - 수학교사 역
- 2015년 KBS1 《가족을 지켜라》
- 2015년 KBS2 《너를 기억해》 - 의사 역
- 2015년 tvN 《오 나의 귀신님》 - 의사 역
- 2015년 SBS 《용팔이》 - 병원 기계실 직원 역
- 2015년 MBC 《그녀는 예뻤다》 - 강 포토 역
- 2015년 tvN 《응답하라 1988》
- 2016년 KBS2 단막극 《KBS 드라마 스페셜 - 웃음실격》 - 선박주인 역 (우정출연)
- 2016년 KBS2 단막극 《KBS 드라마 스페셜 - 피노키오의 코》
- 2016년 MBC 《황금주머니》 - 송차장 역
- 2017년 SBS 《피고인》 - 김상현 교도관 역
- 2017년 MBC 단막극 《세가지색 판타지 - 생동성 연애》
- 2017년 KBS2 《아버지가 이상해》
- 2017년 MBC 《자체발광 오피스》 - 동물병원 수의사 역
- 2017년 MBC 《파수꾼》 - 의사 역
- 2017년 KBS2 《쌈 마이웨이》 - 의사 역
- 2017년 KBS2 《학교 2017》 - 변호사 역
- 2017년 MBC 《밥상 차리는 남자》 - 의사 역
- 2017년 KBS2 《매드 독》 - 관제탑 스태프 역
- 2017년 KBS2 단막극 《KBS 드라마 스페셜 - 까까머리의 연애》
- 2017년 SBS 《브라보 마이 라이프》
- 2017년 TV조선 시트콤 《너의 등짝에 스매싱》
- 2017년 SBS 《이판사판》
- 2018년 KBS1 《미워도 사랑해》 - 의사 역
- 2018년 SBS 《EXIT》
- 2018년 SBS 《시크릿 마더》 - 경찰 역
- 2018년 OCN 《미스트리스》 - 의사 역
- 2018년 KBS2 《러블리 호러블리》 - 기은영의 의사 역
- 2018년 KBS2 《오늘의 탐정》 - 이경우의 운전기사 역
- 2018년 SBS 《흉부외과 - 심장을 훔친 의사들》 - 유실장 역
- 2018년 tvN 《나인룸》 - 의사 역
- 2019년 KBS2 《동네변호사 조들호 2: 죄와 벌》
- 2019년 JTBC 《리갈 하이》
- 2019년 KBS2 《닥터 프리즈너》 - 김 변호사 역
- 2019년 MBC 《특별근로감독관 조장풍》
- 2019년 tvN 《검색어를 입력하세요 WWW》
- 2019년 SBS 《의사 요한》 - 의사 역
- 2019년 KBS2 《우아한 모녀》 - 최 비서 역
- 2020년 SBS 《엄마가 바람났다》 - LX 고객센터 매니저 역
- 2021년 SBS 《라켓소년단》
- 2022년 MBC 《비밀의 집》 - 남흥식의 주치의 역
- 2022년 MBC 《닥터 로이어》 - 의사 역
- 2022년 ENA 《이상한 변호사 우영우》 - 변호사 역
- 2022년 KBS2 《으라차차 내 인생》 - 차열의 주치의 역
- 2022년 KBS2 《현재는 아름다워》 - 산부인과 의사 역

### 연극
- 2003년 《리어왕》
- 2005년 《하륵이야기》
- 2006년 《하륵이야기》
- 2006년 《그림자그림자》
- 2006년 《커다란 책 속 이야기가 고슬고슬》
- 2007년 《하륵이야기》
- 2007년 《커다란 책 속 이야기가 고슬고슬》
- 2007년 《노래하듯이 햄릿》
- 2007년 《할머니의 그림자 상자》
- 2008년 《하륵이야기》
- 2008년 《커다란 책 속 이야기가 고슬고슬》
- 2008년 《노래하듯이 햄릿》
- 2008년 《할머니의 그림자 상자》
- 2009년 《하륵이야기》
- 2009년 《노래하듯이 햄릿》
- 2009년 《커다란 책 속 이야기가 고슬고슬》
- 2009년 《할머니의 그림자 상자》
- 2009년 《앨리스 프로젝트》
- 2009년 《클라운 맥베스》